# Município Quirima
Município Quirima är en kommun i Angola.   Den ligger i provinsen Malanje, i den centrala delen av landet, 600 km öster om huvudstaden Luanda.
I omgivningarna runt Município Quirima växer huvudsakligen savannskog. Runt Município Quirima är det glesbefolkat, med 15 invånare per kvadratkilometer.